# Tim Gutberlet
Tim Gutberlet (1971. augusztus 23. –) német labdarúgó-középpályás.